# Kensington (Califórnia)
Kensington é uma Região censo-designada localizada no Estado americano da Califórnia, no Condado de Contra Costa.

## Geografia
A área total da cidade é de 3,0 km².

## Demografia
De acordo com o censo de 2000, a densidade populacional é de 1657,2/km² (4301,9/mi²) entre os 4936 habitantes, distribuídos da seguinte forma:
- 81,77% caucasianos
- 2,55% afro-americanos
- 0,24% nativo americanos
- 10,58% asiáticos
- 0,02% nativos de ilhas do Pacífico
- 0,91% outros
- 3,93% mestiços
- 3,48% latinos

Existem 1372 famílias na cidade, e a quantidade média de pessoas por residência é de 2,25 pessoas.

## Localidades na vizinhança
O diagrama seguinte representa as localidades num raio de 8 km ao redor de Kensington.